# Emerald Airways
Emerald Airways to linia lotnicza, która miała główną bazę na lotnisku Liverpool-John Lennon. Firma ta była posiadana przez linie lotnicza FlyJEM.
Linia zakończyła działalność 12 maja 2006.

## Historia
Linia powstała w 1987 roku. Stworzyli ja Andy oraz Hilary Janes oraz nazwali linie lotnicza Janes Aviation. W 1992 roku linie lotnicza nazwano jako Emerald Airways. W 2002 roku Emerald Airways wykupiło linie lotnicza Streamline Aviation, która znajdowała się na lotnisku w Exeter.
W 2005 roku linia EuroManx, która posiadała tylko jedne połączenie z Wyspy Man do Belfastu wykupiła własność połączenia Wyspa Man-Liverpool od Emerald Airways. Często było to tak iż do lotów EuroManx na tej trasie były używane samoloty linii Emerald Airways.

## Zawieszenie certyfikatu AOC
4 maja 2006 roku firma zarządzająca licencjami w Wielkiej Brytanii, AOC (Air Operators Certificate) zawiesiła licencje linii lotniczej Emerald Airways. Zatwierdzono iż linia lotnicza już nie wznowi lotów, ponieważ zostały naruszone prawa jakie obowiązywały linie lotniczą.

## Flota
Flota Emerald Airways (do Sierpnia 2006)
- 1 BAe 748 Series 1
- 14 BAe 748 Series 2A
- 5 BAe ATP
- 1 Shorts 330-200
- 4 Shorts 360-100
- 6 Shorts 360-200